# 目賀田周一郎

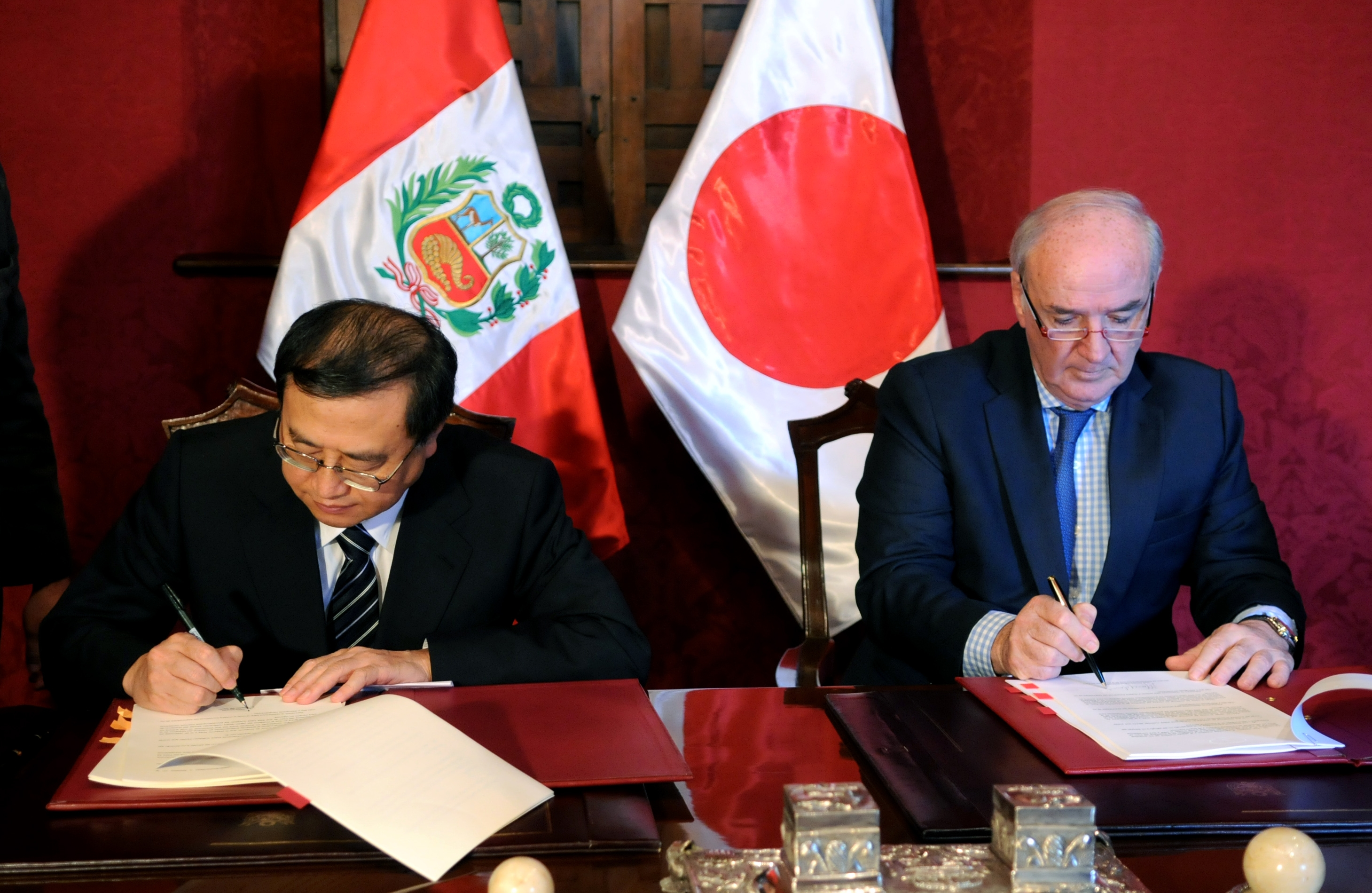
ペルーの外務大臣であるガルシア・ベラウンデ（右）と、環境に関する交換公文に署名する目賀田（左）。2010年9月撮影。

目賀田 周一郎（めがた しゅういちろう、1950年（昭和25年）7月16日 - ）は、日本の外交官。ペルー駐箚特命全権大使を経て、2011年から2014年までメキシコ駐箚特命全権大使。退官後は、中央大学法学部教授、ケア・インターナショナルジャパン理事長を務めた。2025年、瑞宝中綬章受章。

## 経歴・人物
- 東京都出身。東京教育大学附属小・中・高校（現・筑波大学附属小学校、筑波大学附属中学校・高等学校）を経て、東京大学法学部在学中に外務公務員採用上級試験に合格する。
- 1974年 東京大学法学部第二類卒、外務省入省。
- 1975年 フランス語研修（フランス・トゥールーズ大学）
- 1977年 在レバノン大使館三等書記官
- 1978年 同二等書記官
- 1979年 外務省中近東アフリカ局事務官
- 1982年 外務省条約局国際協定課課長補佐
- 1984年 同首席事務官
- 1985年 外務省アジア局南東アジア第一課首席事務官
- 1986年7月 在カナダ大使館一等書記官
- 1989年8月 内閣法制局第三部参事官
- 1992年7月 経済協力局開発協力課長
- 1994年2月 在インドネシア大使館総括参事官
- 1996年2月 経済協力局技術協力課長
- 1998年2月 経済協力局政策課長
- 1998年4月 東京大学大学院医学系研究科講師（国際医療協力）
- 1998年10月 東京工業大学工学部講師（開発協力論）
- 1999年8月 外務大臣官房外務参事官（国会担当）
- 2000年9月 早稲田大学大学院法学研究科講師（開発援助政策論研究）
- 2001年1月 大臣官房参事官
- 2001年9月 在中華人民共和国日本国大使館公使（経済担当）
- 2003年8月 経済協力開発機構（OECD）日本政府代表部公使
- 2007年3月 中東アフリカ局アフリカ審議官
- 2008年3月 駐ペルー特命全権大使
- 2011年3月 駐メキシコ特命全権大使[2][3]
- 2014年11月25日 駐メキシコ特命全権大使を依願免職
- 2015年4月 中央大学法学部教授（国際法学）[4]
- 2015年11月 アギラ・アステカメキシコ勲章受章
- 2015年12月 ケア・インターナショナル ジャパン理事長
- 2021年3月 中央大学定年退職[5]

## 栄典
- ペルー共和国太陽大十字勲章（2011）
- ペルー国立工科大学名誉博士号（2011）
- メキシコ合衆国アギラ・アステカ・メキシコ勲章（2015）[6]
- 瑞宝中綬章（2025）[1]

## 同期
- 佐々江賢一郎（12年駐米大使・10年外務事務次官・08年政務担当外務審議官）
- 林景一（11年駐英大使・08年内閣官房副長官補・08年駐アイルランド大使）
- 小田部陽一（11年ジュネーブ国際機関政府代表部大使・08年経済担当外務審議官）
- 吉川元偉（13年国連大使・10年OECD大使・09年アフガニスタン・パキスタン支援担当大使・06年駐スペイン大使）
- 高松明（11年駐スロバキア大使・科学技術振興機構理事・06年駐キューバ大使）
- 石田仁宏（08年駐アルゼンチン大使・05年駐ペルー大使・72年語学研修員採用、74年外務省公務員採用上級試験に合格して再入省）
- 四宮信隆（10年駐ポルトガル大使・07年駐ドミニカ共和国大使）
- 原田親仁（16年日露関係担当大使・11年駐露大使・08年駐チェコ大使）
- 卜部敏直（11年駐フィリピン大使・07年駐アイルランド大使）
- 遠藤茂（09年駐サウジアラビア大使・07年駐チュニジア大使）
- 多賀敏行（12年駐ラトビア大使･09年駐チュニジア大使）
- 斉藤隆志（10年駐ミャンマー大使・06年駐セネガル大使）
- 城田安紀夫（10年駐ノルウェー大使・07年駐イラン大使・04年イラク復興支援等調整担当大使・01年駐カタール大使）
- 山本忠通（12年駐ハンガリー大使・10年アフガニスタン・パキスタン支援担当大使・08年ユネスコ日本政府代表部大使）
- 山中誠（11年駐ポーランド大使・10年科学技術担当大使・07年駐シンガポール大使）
- 佐藤重和（12年駐タイ王国大使・10年駐オーストラリア大使）
- 中根猛（12年駐独大使・09年ウィーン国際機関代表部大使）
- 黒木雅文（13年駐セルビア大使・09年駐カンボジア大使）
- 西ヶ廣渉（14年宮内庁宮務主管・12年駐ルクセンブルク大使・09年駐リビア大使）
- 吉澤裕（12年駐南アフリカ共和国大使・08年駐フィジー大使）
- 貞岡義幸（10年駐パラオ大使）
- 寒川富士夫（10年駐マラウイ大使）
- 沼田幹男（12年駐ミャンマー大使・11年外務省領事局長）
- 白石和子（12年駐リトアニア大使）
- 高橋二雄（13年駐アゼルバイジャン大使）
- 小池孝行（13年駐キルギス大使）
- 中北徹（07年アジア・ゲートウェイ戦略会議座長代理）